# Provincia di Bioko Nord
La provincia di Bioko Nord è una delle otto province della Guinea Equatoriale, di 300.374 abitanti, che ha come capoluogo Malabo.
Si trova nella parte settentrionale dell'isola di Bioko. È limitata a sud dalla Provincia di Bioko Sud e ad ovest, nord ed est dal Golfo di Guinea.

## Geografia fisica
Si trova tra 3°25' N e 8°25' E, nel Golfo di Guinea, a circa 50 km dalle coste del Camerun.
L'isolotto di Horacio, fa parte della provincia.

## Società

### Evoluzione demografica
La popolazione nel 2001, era di 231.428 abitanti, secondo la Direzione Generale di Statistica della Guinea Equatoriale.

## Geografia antropica

### Suddivisioni amministrative
La provincia è costituita dai seguenti comuni e distretti.

#### Comuni
- Malabo
- Baney
- Rebola

#### Distretti
- Malabo (con 11 Consigli di Villaggio)
- Baney (con 12 Consigli di Villaggio)